# Fred. Olsen (1857–1933)
Thomas Frederik Olsen, född 15 oktober 1857 i Filtvet, död 29 januari 1933 i Oslo, var en norsk skeppsredare. Med sitt bolag Fred. Olsen & Co. blev han känd som en av Norges mest framgångsrika skeppsredare under första hälften av 1900-talet. 
Fred. Olsen var son till skeppsredaren Petter Olsson. Han gick på handelsskola i Kristiania och arbetade därefter som kontorist i Frankrike för att lära sig franska. Han arbetade till sjöss på familjens skepp, innan han tog styrmansexamen i Fredrikstad 1876 samt skepparcertifikat 1880. Han fortsatte att arbeta till sjöss fram till 1887, då den äldre brodern Ole Olsen dog. Fred. Olsen blev då ensam arvtagare till familjerederiet.
Fred. Olsen klarade av att modernisera rederiet från segelfartyg till ångfartyg, och bolaget växte snabbt. Olsens dominerande sätt gav honom tillnamnet "Store-Fred". Åren runt första världskrigets början gick rederiet igenom ytterligare en moderniseringsprocess, då han som en av de första i världen gick över till dieselmotordrivna fartyg. Med dessa klarade han av de besvärliga tiderna under 1920- och 1930-talen utan att förlora det fartygsimperium som han byggt upp under högkonjunkturåren för shipping 1915–1920.
Fred. Olsen tog över kontrollen över Akers mekaniske verksted i Oslo under första världskriget. Företag kom att bli i familjens ägo till 1985. 
Han gifte sig 1880 med Maren Sofie Hoelstad Enger. De fick sju barn, av vilka sönerna Rudolf Olsen, Thomas Olsen och Fritz Olsen också blev skeppsredare. Fred. Olsen var också far till Gösta Hammarlund, som var född utanför äktenskapet. Efter Maren Sofies död gifte han om sig 1925 med Johanne ("Hanni") Bjerke.